# Vanessa glauconia
Vanessa glauconia är en fjärilsart som beskrevs av Victor Ivanovitsch Motschulsky 1860. Vanessa glauconia ingår i släktet Vanessa och familjen praktfjärilar. Inga underarter finns listade i Catalogue of Life.